# Сентрал (аэропорт)
Аэропорт Сентрал (англ. Central Airport), (ИАТА: CEM, ИКАО: PACE, FAA LID: CEM) — государственный гражданский аэропорт, расположенный в районе Сентрал (Аляска), США.
Деятельность аэропорта субсидируется за счёт средств Федеральной программы США Essential Air Service (EAS) по обеспечению воздушного сообщения между небольшими населёнными пунктами страны.

## Операционная деятельность
Аэропорт Сентрал занимает площадь в 39 гектар, располагается на высоте 286 метров над уровнем моря и эксплуатирует одну взлётно-посадочную полосу:
- 7/25 размерами 848 x 18 метров с гравийным покрытием.[1]

За период с 31 декабря 2005 года по 31 декабря 2006 года Аэропорт Сентрал обработал 4 000 операций взлётов и посадок самолётов (10 операций ежедневно). Из них 63 % пришлось на аэротакси и 38 % — на авиацию общего назначения.